# Rainerova chata
Die Rainerova chata (auch Rainerova útulňa oder umgangssprachlich Rainerka genannt; deutsch Rainerhütte, ungarisch Rainer-kunyhó, polnisch Schronisko Rainera) ist eine Berghütte in der slowakischen Hohen Tatra. Sie liegt an der Starolesnianska poľana (deutsch Rainer-Wiese) am unteren Ende des Tals Veľká Studená dolina (deutsch Großes Kohlbachtal), dem westlichen Teil des Tals Studená dolina (deutsch Kohlbachtal) auf einer Höhe von 1301 m n.m.. Sie ist die älteste noch erhaltene Schutzhütte auf der Südseite der Hohen Tatra.

## Geschichte

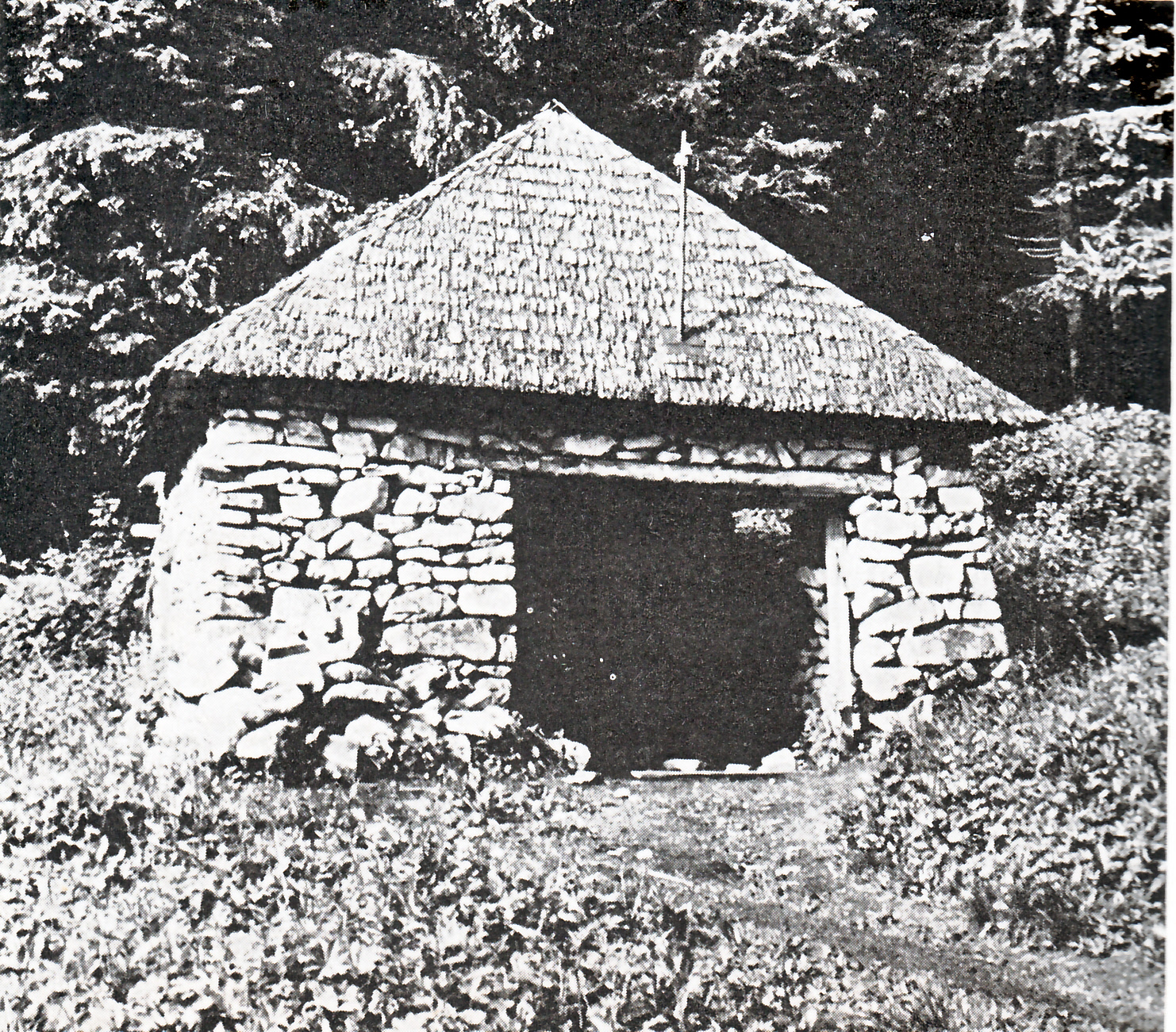
Die Hütte in den 1980er Jahren

Der Georgenberger Gastwirt Johann Georg Rainer, Pachtinhaber des Kurorts Schmecks (heute slowakisch Starý Smokovec), ließ hier bis 1865 (nach einigen Quellen schon 1863) eine einfache, einräumige Hütte errichten, um den Kurortgästen Ausflüge in den Komplex der Kohlbachtäler und auf die Lomnitzer Spitze (slowakisch Lomnický štít) zu erleichtern. Sie war nicht bewirtschaftet und nicht offiziell benannt, erhielt aber unter den Touristen den Namen Rainerhütte. Sie war bis 1884 in Betrieb, als in der unmittelbaren Nachbarschaft das Hotel (im damaligen Sinne) Gemse (oder Hotel zur Gemse, später slowakisch Kamzík) gebaut wurde. Danach war die Rainerhütte nur noch Übernachtungsstelle für Bergführer und Lastenträger und später Brennstofflager und Garage für die Hütte Kamzík.
Nach dem Abriss von Kamzík im Jahr 1980 verfiel die alte Hütte weiter, bis sie 1983 durch Restaurierungsmaßnahmen der Tatra-Nationalparksverwaltung als Baudenkmal wieder instand gesetzt wurde. 1997 mietete ein Lehrer aus Kežmarok, Peter Petras, die Hütte und ließ sie nach einem weiteren Umbau am 13. Juli 1998 für die Touristen eröffnen. Heute sind hier ein Informationszentrum, ein kleines Museum der Hüttenträger und eine Imbissstube untergebracht. Als einzige der slowakischen Tatraschutzhütten bietet die Rainerova chata keine Unterkunft an.

## Tourismus
Wegen seiner verhältnismäßig tieferen Lage und der Nähe des rot markierten Wanderwegs Tatranská magistrála (deutsch Magistrale) ist die Hütte ein populäres Ausflugsziel für Familien mit Kindern, weniger anspruchsvolle Touristen sowie für jene Touristen, die unterwegs auf der Magistrale zwischen Hrebienok und der Hütte Zamkovského chata sind. Eine weitere Möglichkeit besteht über einen blau markierten Weg von Tatranská Lomnica heraus, der noch vor der Hütte einen gelb markierten Pfad aus Tatranská Lesná trifft. Im weiteren Verlauf steigt der blaue Weg hinauf zur Hütte Zbojnícka chata und über den Hauptkamm der Hohen Tatra weiter nach Lysá Poľana bei Tatranská Javorina. Ganz in der Nähe befinden sich Wasserfälle im Lauf des Bachs Studený potok (deutsch Kohlbach).
Eine besondere Attraktion ist die jährlich errichtete Weihnachtskrippe aus Schnee sowie ein am Dreikönigstag stattfindendes Folkloreprogramm.